# Takafumi Isomura
Takafumi Isomura (磯村隆文, Isomura Takafumi) fue un académico, doctor en economía y político japonés que ejerció el cargo de alcalde de la ciudad de Osaka desde 1995 hasta 2003. Además de eso fue profesor y posteriormente profesor emérito de economía en la Universidad de la Ciudad de Osaka.
Takafumi Isomura nació el 8 de noviembre de 1930 en Osaka, en la prefectura homónima. En 1954 Isomura se licenció en la facultad de economía de la Universidad de la Ciudad de Osaka. En 1956 cursó estudios de postgrado en la Universidad Johns Hopkins, en los Estados Unidos. En 1972, se doctora en economía en la Universidad de la ciudad de Osaka. En 1975, Isomura se convierte en profesor de la misma universidad y en 1982, accede al grado de decano de la facultad de economía.
Isomura comenzó su trayectoria en el Ayuntamiento de Osaka en 1990 cuando fue nombrado vicealcalde bajo el gobierno del alcalde Masaya Nishio. En 1995 Isomura fue elegido el 16.º alcalde de Osaka, manteniendo su cargo hasta 2003, cuando renunció presentarse a las elecciones para un tercer mandato. Un de los factores por los que más se le recuerda al alcalde Isomura es por ser quien presentó la candidatura de Osaka como sede de los Juegos Olímpicos de 2008 en la 112.ª sesión del Comité Olímpico Internacional el 13 de julio de 2001, aunque Osaka quedó como la última de las candidatas en la quinta posición.
Después de su ejercicio como alcalde, Isomura fue nombrado presidente de la academia Tezukayama en 2004, dimitiendo solo un años después. Takafumi Isomura murió el 26 de noviembre de 2007 a los 77 años en Osaka a causa de un cáncer de hígado.

## enlaces externos
- Esta obra contiene una traducción  derivada de «Takafumi Isomura» de Wikipedia en catalán, publicada por sus editores bajo la Licencia de documentación libre de GNU y la Licencia Creative Commons Atribución-CompartirIgual 4.0 Internacional.

- Datos: Q7677006